# I odpuść nam nasze winy
I odpuść nam nasze winy – drugi album studyjny polskiego zespołu Frontside, wydany w 2002 roku przez Mystic Production. W 2004 roku do sprzedaży trafiła anglojęzyczna wersja nagrań zatytułowana Forgive Us Our Sins. Album wydała szwedzka wytwórni muzyczna Regain Records.

## Lista utworów
Opracowano na podstawie materiału źródłowego.
1. "Intro"
2. "Nie Podnoś Ręki Na Stwórcę"
3. "Początek Końca Ziemi"
4. "Oskarżony"
5. "Płacz Upodlonych"
6. "Bóg Stworzył Szatana"
7. "Krwawy Deszcz Oczyszczenia"
8. "Wyklęty"
9. "Ulice Nienawiści"
10. "Ostatnia wieczerza"
11. "I Odpuść Nam Nasze Winy"

| Forgive Us Our Sins (edycja anglojęzyczna) |
| --- |
| 1. Intro 2. Don't Raise Your Hand Against The Creator 3. Extinction Of The Earth 4. The Accused 5. Cry Of The Debased 6. God Created Satan 7. Rain Of Purification 8. Cursed 9. Streets Of Hate 10. The Last Supper 11. And Forgive Us Our Sins |

## Skład
- Sebastian "Astek" Flasza - śpiew
- Mariusz "Demon" Dzwonek - gitara
- Szymon "Simon" Dzieciaszek - gitara, śpiew
- Wojciech "Novak" Nowak - gitara basowa, śpiew
- Paweł "Destroy" Śmieciuch - perkusja